# Kiesarrondissement Turnhout
Het kiesarrondissement Turnhout is een voormalig Belgisch kiesarrondissement.

## Geschiedenis
Het kiesarrondissement werd bij de kieshervorming van 1993 samengevoegd met het kiesarrondissement Mechelen voor de Kamer en Senaat. Later werd bij decreet van de Vlaamse regering in 2011 beslist ook de kieskringen ook voor de provincieraadsverkiezingen samen te voegen om een meer representatieve verdeling te krijgen over de deelnemende politieke partijen.

## Structuur
Het kiesarrondissement Turnhout maakte deel uit van de provincie Antwerpen en omvatte het arrondissement Turnhout.
| Mechelen         | Mechelen         | Nationaal          | Nationaal                         | Gemeenschap                                    | Gewest                                         | Provincie       | Arrondissement  | Provinciedistrict | Kanton          | Gemeente        |
| ---------------- | ---------------- | ------------------ | --------------------------------- | ---------------------------------------------- | ---------------------------------------------- | --------------- | --------------- | ----------------- | --------------- | --------------- |
| Administratief   | Niveau           | België             | België                            | Vlaanderen                                     | Vlaanderen                                     | Antwerpen       | Mechelen        | Mechelen          | Mechelen        | 13              |
| Administratief   | Bestuur          | Belgische regering | Belgische regering                | Vlaamse regering                               | Vlaamse regering                               | Deputatie       | Deputatie       | Deputatie         | Deputatie       | Gemeentebestuur |
| Administratief   | Raad             | Senaat             | Kamer van volksvertegenwoordigers | Cultuurraad (1971-'80) Vlaamse Raad (1980-'96) | Cultuurraad (1971-'80) Vlaamse Raad (1980-'96) | Provincieraad   | Provincieraad   | Provincieraad     | Provincieraad   | Gemeenteraad    |
| Kiesomschrijving | Kiesomschrijving | Mechelen-Turnhout  | Turnhout                          | Turnhout                                       | Turnhout                                       | Turnhout        | Turnhout        | Lier Mechelen     | 5               | 13              |
| Verkiezing       | Verkiezing       | Federale           | Federale                          | Vlaamse                                        | Vlaamse                                        | Provincieraads- | Provincieraads- | Provincieraads-   | Provincieraads- | Gemeenteraads-  |

## Verkiezingsresultaten

### Federale Verkiezingen

#### Kamer van volksvertegenwoordigers
Tot en met 1991 werden voor de Federale Kamer zetels toegekend op het niveau van het arrondissement. Voor de resultaten van 1995 en 1999 geldt dat ten gevolge van de kieshervorming van 1993 het kiesarrondissement werd samengevoegd met het kiesarrondissement Mechelen tot het kiesarrondissement Mechelen-Turnhout. (zie daar).
| Partij of kartel    | Partij of kartel                   | 1968   | 1968  | 1971   | 1971  | 1974   | 1974  | 1977   | 1977  | 1978   | 1978  | 1981   | 1981  | 1985   | 1985  | 1987   | 1987  | 1991   | 1991  |
| % Stemmen \| Zetels | % Stemmen \| Zetels                | %      | 7     | %      | 7     | %      | 7     | %      | 7     | %      | 7     | %      | 7     | %      | 8     | %      | 8     | %      | 8     |
| ------------------- | ---------------------------------- | ------ | ----- | ------ | ----- | ------ | ----- | ------ | ----- | ------ | ----- | ------ | ----- | ------ | ----- | ------ | ----- | ------ | ----- |
|                     | CVP-PSC1 / CVP2                    | 52,231 | 5     | 51,082 | 4     | 50,082 | 4     | 55,952 | 4     | 55,872 | 4     | 41,542 | 4     | 44,252 | 4     | 42,342 | 4     | 36,362 | 3     |
|                     | BSP-PSB1 / BSP2 / SP3              | 20,811 | 1     | 18,142 | 1     | 16,291 | 1     | 17,272 | 1     | 16,372 | 2     | 17,703 | 1     | 20,283 | 2     | 21,373 | 2     | 17,323 | 2     |
|                     | PVV-PLP1 / PVV2                    | 10,831 | 0     | 12,702 | 1     | 15,001 | 1     | 11,672 | 1     | 14,762 | 1     | 18,422 | 1     | 13,472 | 1     | 13,112 | 1     | 14,152 | 1     |
|                     | Volksunie1 / VU2                   | 15,341 | 1     | 16,881 | 1     | 15,722 | 1     | 13,452 | 1     | 9,262  | 0     | 13,582 | 1     | 11,372 | 1     | 10,252 | 0     | 7,742  | 0     |
|                     | AMADA1 / PVDA2 / PVDA-PTB3         | -      |       | -      |       | -      |       | 0,641  | 0     | 1,151  | 0     | 1,572  | 0     | 1,362  | 0     | 1,263  | 0     | 0,563  | 0     |
|                     | Vlaams Blok                        | -      |       | -      |       | -      |       | -      |       | 1,29   | 0     | 1,53   | 0     | 1,22   | 0     | 2,10   | 0     | 8,37   | 1     |
|                     | Agalev                             | -      |       | -      |       | -      |       | -      |       | -      |       | 4,06   | 0     | 7,23   | 0     | 8,77   | 1     | 8,74   | 1     |
|                     | SAP1 / REGEBO2                     | -      |       | -      |       | -      |       | -      |       | -      |       | -      |       | 0,241  | 0     | 0,481  | 0     | 0,372  | 0     |
|                     | ROSSEM                             | -      |       | -      |       | -      |       | -      |       | -      |       | -      |       | -      |       | -      |       | 6,14   | 0     |
|                     | Communist1 / KP2 / KPB-PCB3 / KPB4 | 0,781  | 0     | 1,202  | 0     | 1,803  | 0     | 0,733  | 0     | 1,304  | 0     | 0,894  | 0     | 0,304  | 0     | 0,313  | 0     | -      |       |
|                     | RAD-UDRT                           | -      |       | -      |       | -      |       | -      |       | -      |       | 0,70   | 0     | 0,28   | 0     | -      |       | -      |       |
|                     | PMO                                | -      |       | -      |       | 1,11   | 0     | -      |       | -      |       | -      |       | -      |       | -      |       | -      |       |
|                     | Anderen(*)                         | -      |       | -      |       | -      |       | 0,22   |       | -      |       | -      |       | -      |       | -      |       | 0,25   |       |
| Opkomst             | Opkomst                            | 93,07  | 93,07 | 94,13  | 94,13 | 93,33  | 93,33 | 97,24  | 97,24 | 96,95  | 96,95 | 96,80  | 96,80 | 96,45  | 96,45 | 96,40  | 96,40 | 96,11  | 96,11 |
| Blanco/ongeldig     | Blanco/ongeldig                    | 9,68   | 9,68  | 10,43  | 10,43 | 9,65   | 9,65  | 7,82   | 7,82  | 8,68   | 8,68  | 8,40   | 8,40  | 8,10   | 8,10  | 7,20   | 7,20  | 7,00   | 7,00  |

 (*)1977: RW (0,22%) / 1991: VCD-PCS (0,25%) /  
Verkozenen 1831:
- Charles Rogier (Lib.)

- Pierre-Jean Denef (Kath.)

Verkozenen 1833:
- Charles Rogier (Lib.)

- Pierre-Jean Denef (Kath.)

Verkozenen 1837:
- Pierre-Egide Peeters (Kath.)

- Pierre-Jean Denef (Kath.)

Verkozenen 1841:
- Pierre-Egide Peeters (Kath.)

- Pierre-Jean Denef (Kath.)

Pierre-Egide Peeters werd opgevolgd door François Louis Joseph Du Bus (Kath.)

Pierre-Jean Denef werd opgevolgd door Albéric du Bus de Gisignies (Kath.)
Verkozenen 1845:
- François Louis Joseph Du Bus (Kath.)

- Albéric du Bus de Gisignies (Kath.)

Verkozenen 1848:
- Jean-Baptiste Coomans (Kath.)

- Albéric du Bus de Gisignies (Kath.)

Albéric du Bus de Gisignies werd opgevolgd door Charles de Merode (Kath.)
Verkozenen 1852:
- Charles de Merode (Kath.)

- Jean-Baptiste Coomans (Kath.)

Verkozenen 1856:
- Charles de Merode (Kath.)

- Jean-Baptiste Coomans (Kath.)

Verkozenen 1857:
- Charles de Merode (Kath.)

- Jean-Baptiste Coomans (Kath.)

- Alphonse Nothomb (Kath.)

Verkozenen 1861:
- Charles de Merode (Kath.)

- Jean-Baptiste Coomans (Kath.)

- Alphonse Nothomb (Kath.)

Verkozenen 1864:
- Charles de Merode (Kath.)

- Jean-Baptiste Coomans (Kath.)

- Alphonse Nothomb (Kath.)

Charles de Merode werd opgevolgd door Eugène de Zerezo de Téjada (Kath.)
Verkozenen 1868:
- Eugène de Zerezo de Téjada (Kath.)

- Jean-Baptiste Coomans (Kath.)

- Alphonse Nothomb (Kath.)

Verkozenen 1870:
- Eugène de Zerezo de Téjada (Kath. Partij)

- Jean-Baptiste Coomans (Kath.)

- Alphonse Nothomb (Kath.)

Verkozenen 1874:
- Eugène de Zerezo de Téjada (Kath.)

- Jean-Baptiste Coomans (Kath.)

- Alphonse Nothomb (Kath.)

Verkozenen 1878:
- Eugène de Zerezo de Téjada (Kath.)

- Jean-Baptiste Coomans (Kath.)

- Alphonse Nothomb (Kath.)

Verkozenen 1882:
- Eugène de Zerezo de Téjada (Kath.)

- Jean-Baptiste Coomans (Kath.)

- Alphonse Nothomb (Kath.)

Verkozenen 1886:
- Eugène de Zerezo de Téjada (Kath.)

- Jean-Baptiste Coomans (Kath.)

- Alphonse Nothomb (Kath.)

Eugène de Zerezo de Téjada werd opgevolgd door Petrus Dierckx (Kath.)
Verkozenen 1890:
- Petrus Dierckx (Kath.)

- Jean-Baptiste Coomans (Kath.)

- Alphonse Nothomb (Kath.)

Verkozenen 1892:
- Petrus Dierckx (Kath.)

- Jean-Baptiste Coomans (Kath.)

- Charles de Broqueville (Kath.)

Verkozenen 1894:
- Petrus Dierckx (Kath.)

- Jean-Baptiste Coomans (Kath.)

- Charles de Broqueville (Kath.)

Jean-Baptiste Coomans werd opgevolgd door Henri de Merode (Kath.)
Verkozenen 1898:
- Petrus Dierckx (Kath.)

- Henri de Merode (Kath.)

- Charles de Broqueville (Kath.)

Verkozenen 1900:
- Charles de Broqueville (Kath.)

- Alphonse Versteylen (Kath.)

- Remi Le Paige (Kath.)

Verkozenen 1904:
- Charles de Broqueville (Kath.)

- Alphonse Versteylen (Kath.)

- Remi Le Paige (Kath.)

Verkozenen 1908:
- Charles de Broqueville (Kath.)

- Alphonse Versteylen (Kath.)

- Remi Le Paige (Kath.)

Verkozenen 1912:
- Charles de Broqueville (Kath.)
- Joseph Verachtert (Kath.)

- Alphonse Versteylen (Kath.)

- Remi Le Paige (Kath.)

Verkozenen 1919:
- Joseph Verachtert (Kath.)
- Alphonse Van Hoeck (Kath.)

- Jan-Baptist Rombauts (Kath.)

- Alphonse Homans (Lib.)

Verkozenen 1921:
- Joseph Verachtert (Kath. Verb.)
- Alphonse Van Hoeck (Kath. Verb.)

- Jan-Baptist Rombauts (Kath. Verb.)

- Louis Boone (Kath. Verb.*)

Verkozenen 1925:
- Joseph Verachtert (Kath. Verb.)
- Alphonse Van Hoeck (Kath. Verb.)

- Jan-Baptist Rombauts (Kath. Verb.)

- Thomas Debacker (Vl.Front)

Verkozenen 1929:
- Jan-Baptist Rombauts (Kath. Verb.)
- Alphonse Van Hoeck (Kath. Verb.)

- Armand van der Gracht de Rommerswael (BWP)

- Thomas Debacker (Vl.Front)

Verkozenen 1932:
- Jan-Baptist Rombauts (Kath. Verb.)
- Alphonse Van Hoeck (Kath. Verb.)

- Armand van der Gracht de Rommerswael (BWP)

- Thomas Debacker (Vl.Front)

Armand van der Gracht de Rommerswael werd opgevolgd door Augustinus Hens (BWP)
Verkozenen 1936:
- Jan-Baptist Rombauts (Kath. Verb.)
- Alphonse Van Hoeck (Kath. Verb.)

- Thomas Debacker (VNV)
- Arthur Heylen (VNV)

- Augustinus Hens (BWP)

Arthur Heylen werd opgevolgd door Karel Pelgroms (VNV)
Verkozenen 1939:
- Jan-Baptist Rombauts (Kath. Verb.)
- Alphonse Van Hoeck (Kath. Verb.)

- Leo De Peuter (Kath. Verb.)
- Augustinus Hens (BWP)

- Thomas Debacker (VNV)

Verkozenen 1946:
- Lode Peeters (CVP)
- Frans Goelen (CVP)

- Octaaf Verboven (CVP)
- Arthur Janssens (CVP)

- Augustinus Hens (BSP)

Verkozenen 1949:
- Lode Peeters (CVP)
- Octaaf Verboven (CVP)

- Leo De Peuter (CVP)
- Kamiel Berghmans (CVP)

- Julius Mertens (CVP)
- Augustinus Hens (BSP)

Verkozenen 1950:
- Lode Peeters (CVP)
- Octaaf Verboven (CVP)

- Leo De Peuter (CVP)
- Kamiel Berghmans (CVP)

- Julius Mertens (CVP)
- Augustinus Hens (BSP)

Verkozenen 1954:
- Lode Peeters (CVP)
- Octaaf Verboven (CVP)

- Francis Tanghe (CVP)
- Kamiel Berghmans (CVP)

- Julius Mertens (CVP)
- Augustinus Hens (BSP)

Augustinus Hens werd opgevolgd door Josse Van Heupen (BSP)
Verkozenen 1958:
- Lode Peeters (CVP)
- Octaaf Verboven (CVP)

- Francis Tanghe (CVP)
- Kamiel Berghmans (CVP)

- Julius Mertens (CVP)
- Josse Van Heupen (BSP)

Verkozenen 1961:
- Lode Peeters (CVP)
- Octaaf Verboven (CVP)

- Francis Tanghe (CVP)
- Kamiel Berghmans (CVP)

- Julius Mertens (CVP)
- Josse Van Heupen (BSP)

Verkozenen 1965:
- Frans Van Mechelen (CVP)
- Renaat Peeters (CVP)
- Kamiel Berghmans (CVP)

- Francis Tanghe (CVP)
- Paul De Clercq (PVV)

- Jozef Cools (BSP)
- Josse Van Heupen (BSP)

Verkozenen 1968:
- Frans Van Mechelen (CVP)
- Renaat Peeters (CVP)
- Jos De Seranno (CVP)

- Francis Tanghe (CVP)
- Bob Van Rompaey (CVP)

- Jozef Cools (BSP)
- Jozef Belmans (VU)

Verkozenen 1971:
- Frans Van Mechelen (CVP)
- Renaat Peeters (CVP)
- Bob Van Rompaey (CVP)

- Francis Tanghe (CVP)
- Jos Poortmans (PVV)

- Jozef Cools (BSP)
- Jozef Belmans (VU)

Verkozenen 1974:
- Frans Van Mechelen (CVP)
- Renaat Peeters (CVP)
- Jos Dupré (CVP)

- Francis Tanghe (CVP)
- Paul De Clercq (PVV)

- Jeanne Adriaensens (BSP)
- Jozef Belmans (VU)

Frans Van Mechelen werd opgevolgd door Jeanne Peeraer (CVP)
Verkozenen 1977:
- Bob Van Rompaey (CVP)
- Renaat Peeters (CVP)
- Jos Dupré (CVP)

- Francis Tanghe (CVP)
- Jos Poortmans (PVV)

- Jeanne Adriaensens (BSP)
- Jozef Belmans (VU)

Verkozenen 1978:
- Bob Van Rompaey (CVP)
- Renaat Peeters (CVP)
- Jos Dupré (CVP)

- Francis Tanghe (CVP)
- Willy Taelman (PVV)

- Jeanne Adriaensens (BSP)
- Jef Sleeckx (BSP)

Verkozenen 1981:
- Hugo Van Rompaey (CVP)
- Renaat Peeters (CVP)
- Jos Dupré (CVP)

- Zefa Raeymaekers (CVP)
- Willy Taelman (PVV)

- Jef Sleeckx (BSP)
- Jozef Belmans (VU)

Verkozenen 1985:
- Hugo Van Rompaey (CVP)
- Renaat Peeters (CVP)
- Jos Dupré (CVP)

- Zefa Raeymaekers (CVP)
- Jef Sleeckx (SP)
- Aloïs Beckers (SP)

- Willy Taelman (PVV)
- Jozef Belmans (VU)

Verkozenen 1987:
- Hugo Van Rompaey (CVP)
- Annie Leysen (CVP)
- Jos Dupré (CVP)

- Jef Van Looy (CVP)
- Jef Sleeckx (SP)
- Aloïs Beckers (SP)

- Willy Taelman (PVV)
- Jos Geysels (Agalev)

Verkozenen 1991:
- Jef Van Looy (CVP)
- Annie Leysen (CVP)
- Jos Dupré (CVP)

- Jef Sleeckx (SP)
- Jan Peeters (SP)
- Willy Taelman (PVV)

- Jos Geysels (Agalev)
- John Spinnewyn (Vl.Blok)

#### Senaat
Tot en met 1900 werden voor de Senaat zetels toegekend op het niveau van het arrondissement. Voor de resultaten van 1900 tot 1991 geldt dat ten gevolge van de kieshervorming van 1900 beide arrondissementen werden samengevoegd tot het kiesarrondissement Mechelen-Turnhout. (zie daar).
Verkozene 1831:
- Emile d'Oultremont (Kath.)

Verkozene 1835:
- Emile d'Oultremont (Kath.)

Emile d'Oultremont werd opgevolgd door Ferdinand Philippe du Bois de Nevele (Kath.)
Verkozene 1839:
- Ferdinand Philippe du Bois de Nevele (Kath.)

Verkozene 1843:
- Ferdinand Philippe du Bois de Nevele (Kath.)

Verkozenen 1847:
- Ferdinand Philippe du Bois de Nevele (Kath.)

Verkozenen 1848:
- Philippe Gillès de 's Gravenwezel (Kath.)

Verkozenen 1851:
- Philippe Gillès de 's Gravenwezel (Kath.)

Verkozenen 1855:
- Philippe Gillès de 's Gravenwezel (Kath.)

Verkozenen 1859:
- Philippe Gillès de 's Gravenwezel (Kath.)

Verkozenen 1863:
- Philippe Gillès de 's Gravenwezel (Kath.)

Verkozenen 1867:
- Charles de Merode (Kath.)

Verkozenen 1870:
- Charles de Merode (Kath.)

Verkozenen 1874:
- Charles de Merode (Kath.)

Verkozenen 1878:
- Charles de Merode (Kath.)

Verkozenen 1882:
- Charles de Merode (Kath.)

Verkozenen 1884:
- Charles de Merode (Kath.)

Verkozenen 1888:
- Charles de Merode (Kath.)

Verkozenen 1892:
- René van de Werve (Kath.)

- Charles de Gruben (Kath.)

Verkozenen 1894:
- René van de Werve (Kath.)

- Charles de Gruben (Kath.)

Verkozenen 1898:
- René van de Werve (Kath.)

- Charles de Gruben (Kath.)